# Олимар-Гранде

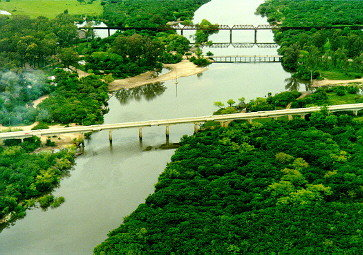
Автомобильный, пещеходный и железнодорожный мосты через реку Олимар-Гранде у юго-западной границы города Трейнта-и-Трес

Олимар-Гранде (исп. Río Olimar) или Олимар — река в республике Уругвай, главный приток реки Себольяти.

## География
Река Олимар-Гранде берёт начало в западной части возвышенности Кучилья-Гранде, близ города Санта-Клара-де-Олимар в департаменте Трейнта-и-Трес. Главный приток — река Олимар-Чико. Крупнейший город на реке — Трейнта-и-Трес, административный центр одноимённого департамента.
Длина реки составляет 140 км, бассейн реки занимает площадь 5320 км².